# Pleyber-Christ
Pleyber-Christ (Bretons: Pleiber-Krist) is een gemeente in het Franse departement Finistère (regio Bretagne). De plaats maakt deel uit van het arrondissement Morlaix. Pleyber-Christ telde op 1 januari 2022 3.175 inwoners.

## Geografie
De oppervlakte van Pleyber-Christ bedroeg op 1 januari 2022 45,47 vierkante kilometer; de bevolkingsdichtheid was toen 69,8 inwoners per km².

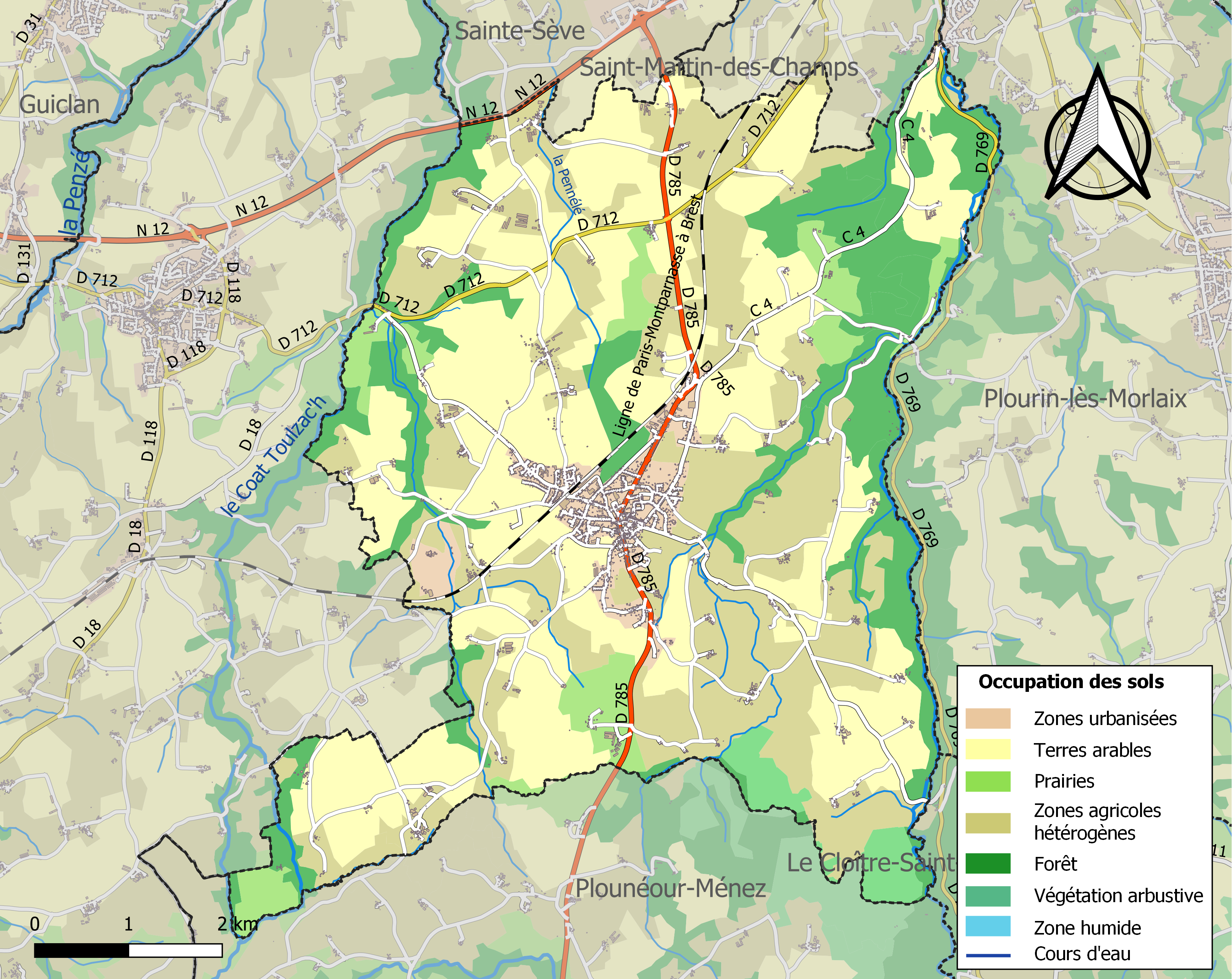
Kaart van de gemeente met belangrijkste infrastructuur, bodemgebruik en omliggende gemeenten

## Verkeer en vervoer
In de gemeente ligt de spoorweghalte Pleyber-Christ.

## Demografie
Onderstaande figuur toont het verloop van het inwonertal (bron: INSEE-tellingen).